# Ацефальне суспільство
В антропології ацефальне суспільство (від грецького ἀκέφαλος «безголовий») — це суспільство, в якому відсутні політичні лідери чи ієрархії. Такі групи також відомі як нестратифіковані суспільства. Зазвичай ці суспільства є невеликими, організованими в групи або племена, які приймають рішення шляхом консенсусу, а не призначають постійних вождів або королів.
Коли суспільства не мають рангових відмінностей, вони описуються як егалітарними.
У науковій літературі, що висвітлює корінні африканські суспільства та вплив на нихєвропейського колоніалізму, цей термін часто використовується для опису груп людей, що живуть у поселеннях, де «немає уряду в сенсі групи, здатного здійснювати ефективний контроль як над людьми, так і над їхньою територією». У цьому відношенні цей термін також часто використовується як синонім «бездержавного суспільства». Такі суспільства описуються як консенсусно-демократичні на противагу західним мажоритарно-демократичним системам.
Нація ігбо в Західній Африці є нібито ацефальним або егалітарним суспільством.

## Дивись також
- Соціальне розшарування
- Суспільство, пов'язане з родоводом
- Класове розшарування
- Консенсусне прийняття рішень
- Анархізм